# Calderdale
Calderdale ist ein Metropolitan Borough im Metropolitan County West Yorkshire in England, der nach dem Fluss Calder benannt ist. Verwaltungssitz ist die Stadt Halifax. Weitere bedeutende Orte im Bezirk sind Brighouse, Elland, Hebden Bridge, Heptonstall, Mytholmroyd, Queensbury, Ripponden, Sowerby Bridge und Todmorden. Es besteht eine Städtepartnerschaft mit Aachen in Deutschland und Blatná in Tschechien.
Die Reorganisation der Grenzen und der Kompetenzen der lokalen Behörden führte 1974 zur Bildung des Metropolitan Borough. Fusioniert wurden dabei der County Borough Halifax, die Boroughs Brighouse und Todmorden, die Urban Districts Elland, Hebden Royd, Ripponden und Sowerby Bridge sowie ein Teil des Urban Districts Queensbury and Shelf. Diese Gebietskörperschaften gehörten zuvor zur Grafschaft West Riding of Yorkshire.
1986 wurde Calderdale faktisch eine Unitary Authority, als die Zentralregierung die übergeordnete Verwaltung der Grafschaft auflöste. Calderdale blieb für zeremonielle Zwecke Teil von West Yorkshire, wie auch für einzelne übergeordnete Aufgaben wie Polizei, Feuerwehr und öffentlicher Verkehr.

## Politik

### Calderdale Metropolitan Borough Council
- Workers Party: 1
- Greens: 3
- Labour: 29
- LibDem: 6
- Cons.: 11
- Unabh.: 1